# Patriarchat von Jerusalem der Armenischen Apostolischen Kirche

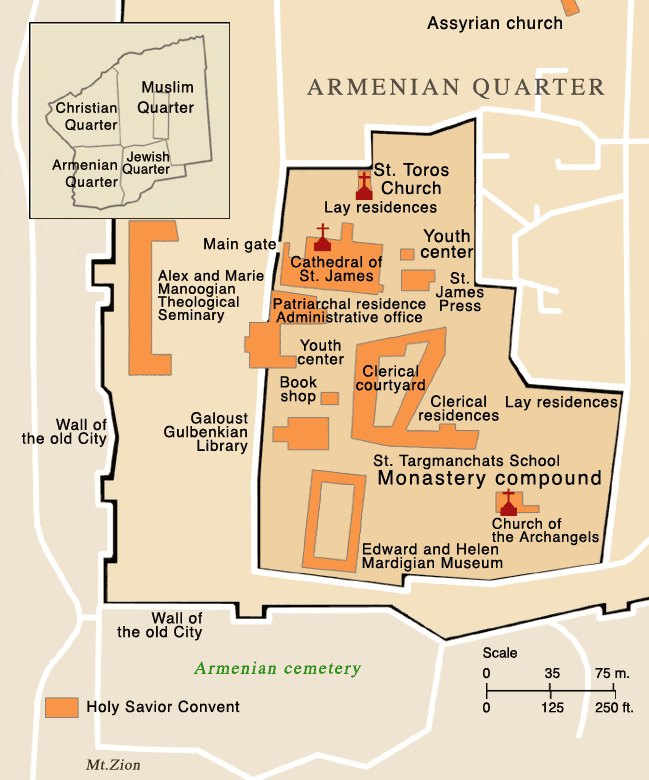
Karte des Armenischen Viertels mit der Jakobskathedrale und den Einrichtungen des Patriarchats

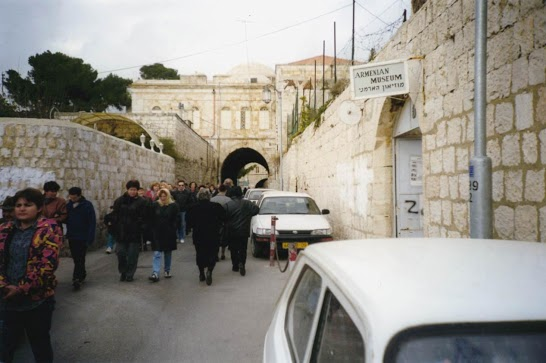
Die Straße des Armenischen Patriarchats

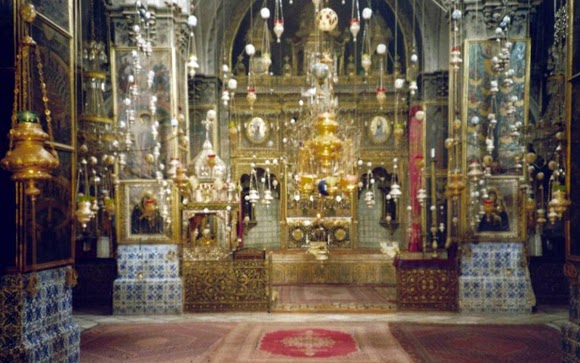
Innenraum der St.-Jakobus-Kathedrale

Das Patriarchat von Jerusalem ist das Erzbistum von Jerusalem der Armenischen Apostolischen Kirche. Bis 1929 gehörten die armenischen Diözesen in Syrien, Libanon, Zypern und Ägypten zum Patriarchat Jerusalem; dann übernahm das Katholikat von Kilikien deren Betreuung.
Das Patriarchat ist der Hüter der armenischen Heiligen Stätten in Jerusalem, zuständig für die Armenier-Gemeinschaft des Heiligen Landes und betreut die armenischen Pilger zur Heiligen Stadt.
Patriarchalkathedrale ist die Jakobskirche im Armenischen Viertel der Jerusalemer Altstadt, wo der Schädel des Apostels Jakobus aufbewahrt wird (andere Reliquien dieses Jüngers Jesu werden in der Kathedrale von Santiago de Compostela verehrt).
Die Armenier haben außerdem, neben zwei anderen christlichen Konfessionen, Anteil an der Grabeskirche, der heiligsten Stätte der Christenheit. Die Armenische Apostolische Kirche hat ferner die dortigen Rechte der Syrisch-Orthodoxen und der Koptischen Kirche anerkannt.

## Geschichte
Armenische Pilger und monastische Niederlassungen im Heiligen Land sind seit der Spätantike bezeugt. Das heutige Patriarchat entstand nach einer seit dem 18. Jahrhundert verbreiteten Deutung aus der Opposition der Jerusalemer Armenier gegen die romfreundlichen und latinisierenden Beschlüsse der Synode von Sis 1307 im Königreich Kleinarmenien. Bischof Sargis (Sarkis) von Jerusalem (Amtszeit 1281–1313) wurde, so heißt es, zum Katholikos der Armenier erhoben und erlangte 1311 die Anerkennung als Patriarch durch seinen Landesherrn, den Mameluken-Sultan Malik Nasr. Quellen für diese Behauptung fehlen. Trotz aller Reserviertheit gegenüber der Einigung der kilikischen Armenier mit Rom kam es im 14. Jahrhundert historisch nicht zu einem formalen Bruch zwischen Jerusalem einerseits und dem Katholikat von Sis sowie den armenischen Königen von Kleinarmenien anderseits. Im 15. und 16. Jahrhundert pflegte das Jerusalemer Patriarchat enge Beziehungen zum Katholikat von Kilikien und gelangte erst im 19. Jahrhundert unter die Jurisdiktion des „Katholikos Aller Armenier“ in Etschmiadsin. Wegen der Bedrängnisse der übrigen drei Zentren (Etschmiadsin, Konstantinopel/Istanbul, Sis/Antelias) bildete das Patriarchat in Jerusalem in den 1930er Jahren das inoffizielle Zentrum der armenischen Kirche.

## Gegenwartslage
Das Patriarchat unterhält ein weltweit anerkanntes Geistliches Seminar zur Ausbildung künftiger armenischer Kleriker sowie eine bedeutende Sammlung armenischer Handschriften.
Die armenischen Christen im Heiligen Land bilden vier Pfarreien: Jerusalem, Bethlehem, Jaffa und Haifa. Die Gemeinde in Jerusalem ist größer als die anderen Armenischen Gemeinden.